# Gabrielle Pauline d'Adhémar
Gabrielle Pauline d'Adhémar, född 1735, död 1822, var en fransk hovfunktionär och memoarskrivare. 
Hon var dame du palais till drottning Marie Leszczyńska 1764–68, och till Marie Antoinette 1770–89.
Hon är känd för sina memoarer, Souvenirs sur Marie-Antoinette, archiduchesse d'Autriche, reine de France, et sur la cour de Versailles, par Madame la Csse d'Adhémar, dame du palais (1836). 